# P.n.
P.n. er en forkortelse for det latinske ord pro necessitate, der betyder efter behov.
Anvendes ved dosering af lægemidler, der skal tages, når behovet er tilstede.
Skrives på følgende måde: p.n. Pinex(R) 1 g op til fire gange dagligt.
| Sprog | Spire Denne artikel om sprog er en spire som bør udbygges. Du er velkommen til at hjælpe Wikipedia ved at udvide den. |